# Большая Морская улица (Севастополь)
Больша́я Морска́я у́лица — одна из центральных улиц Севастополя, часть Центрального городского кольца. Находится в Ленинском районе Севастополя, между площадью Лазарева и площадью Ушакова.

## История
Улица появилась вскоре после основания Севастополя в 1786 году, за это время она несколько раз меняла название, с 1786 г. — Морская, затем Большая Морская, с 1921 г. Карла Маркса и с 1946 г. снова Большая Морская.
До второй половины XIX века улица Морская брала своё начало от района современной площади Нахимова и включала в себя часть современного проспекта Нахимова и площадь Лазарева, которая стала площадью только после Крымской войны.
Во время Великой Отечественной войны улица была практически полностью разрушена и восстанавливалась первой, в конце 1940-х и начале 1950-х, что определило её современный архитектурный облик. Здания «сталинской» архитектуры, построенные из белого инкерманского камня похожи по архитектуре, но построены по индивидуальным проектам. На Большой Морской сохранились несколько памятников архитектуры дореволюционной России:
- Покровский собор (1905, архитектор В. А. Фельдман),
- Севастопольская кенасса (1908, архитектор А. М. Вейзен),
- Главпочтамт (1914, архитектор Г. П. Долин).

## Галерея

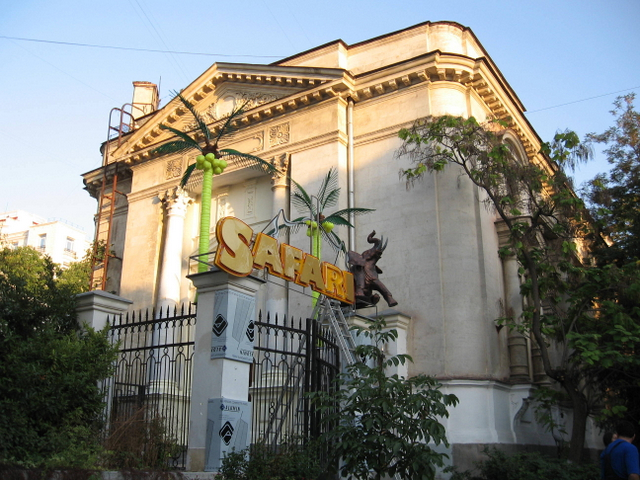
Бывшая Кенасса в Севастополе (Б.Морская, 11)
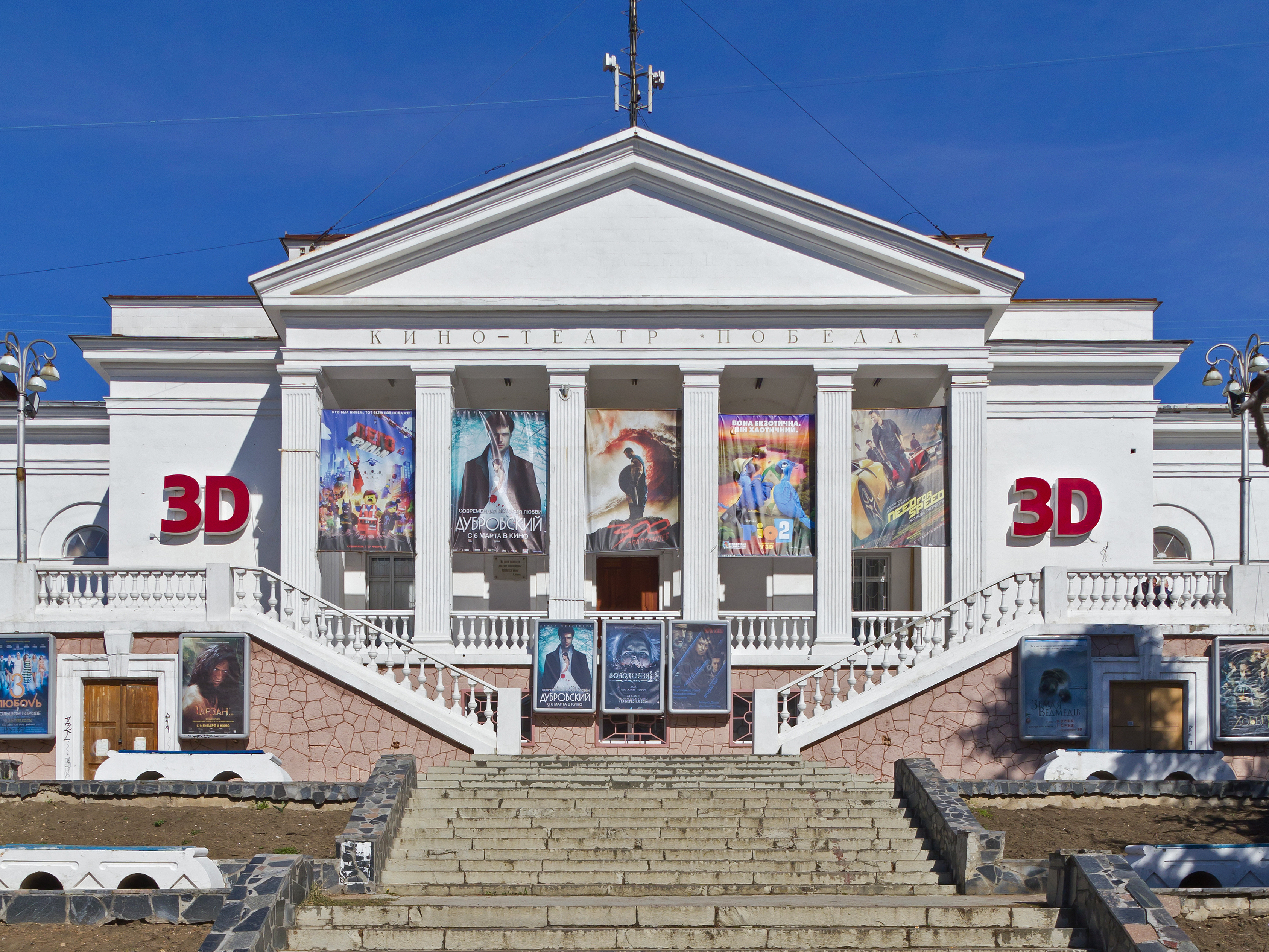
Кинотеатр «Победа» (Б.Морская, 13)
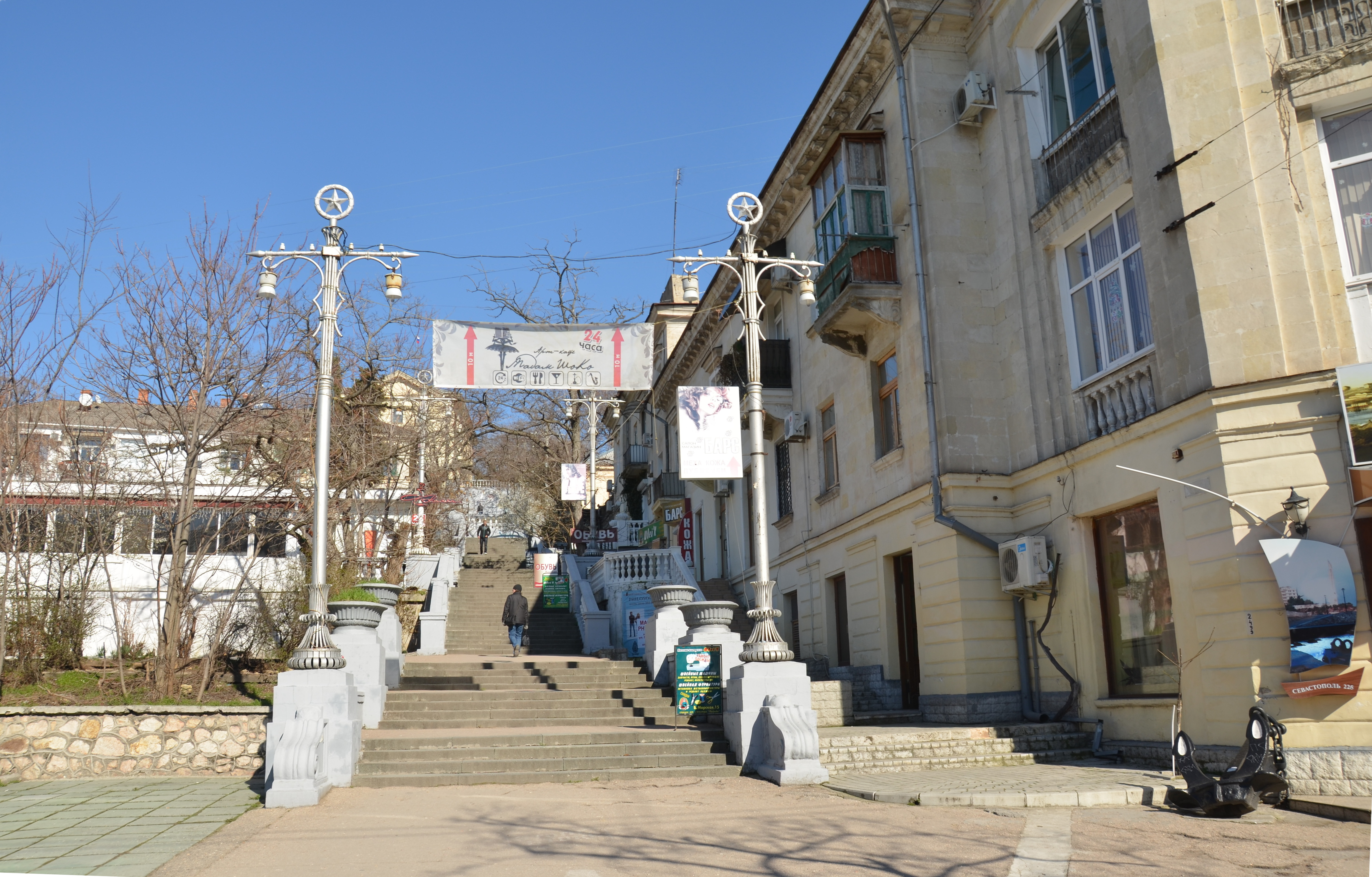
Таврическая лестница (ок. Б.Морская, 15)
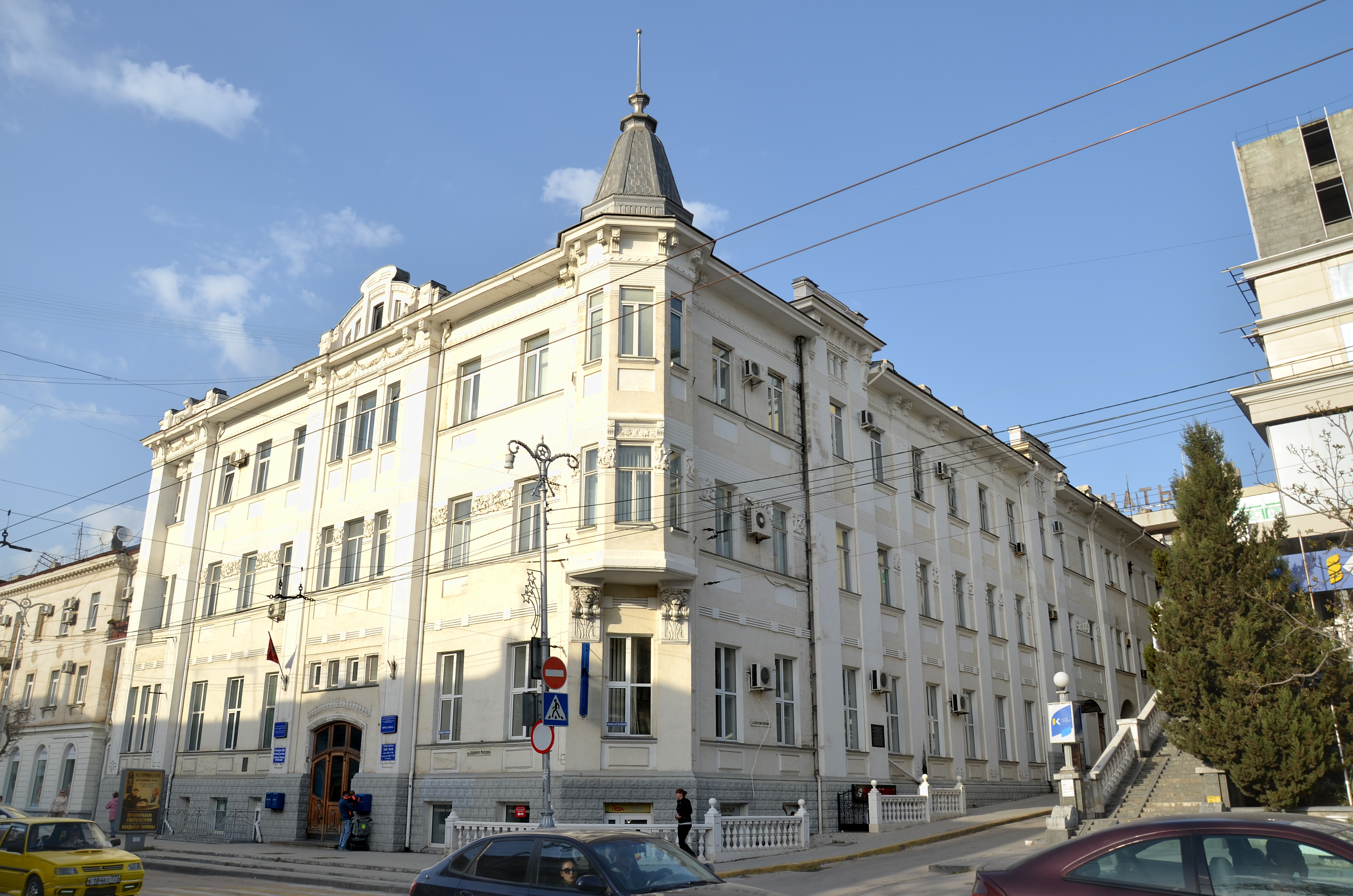
Главпочтампт Севастополя (Б.Морская, 21)
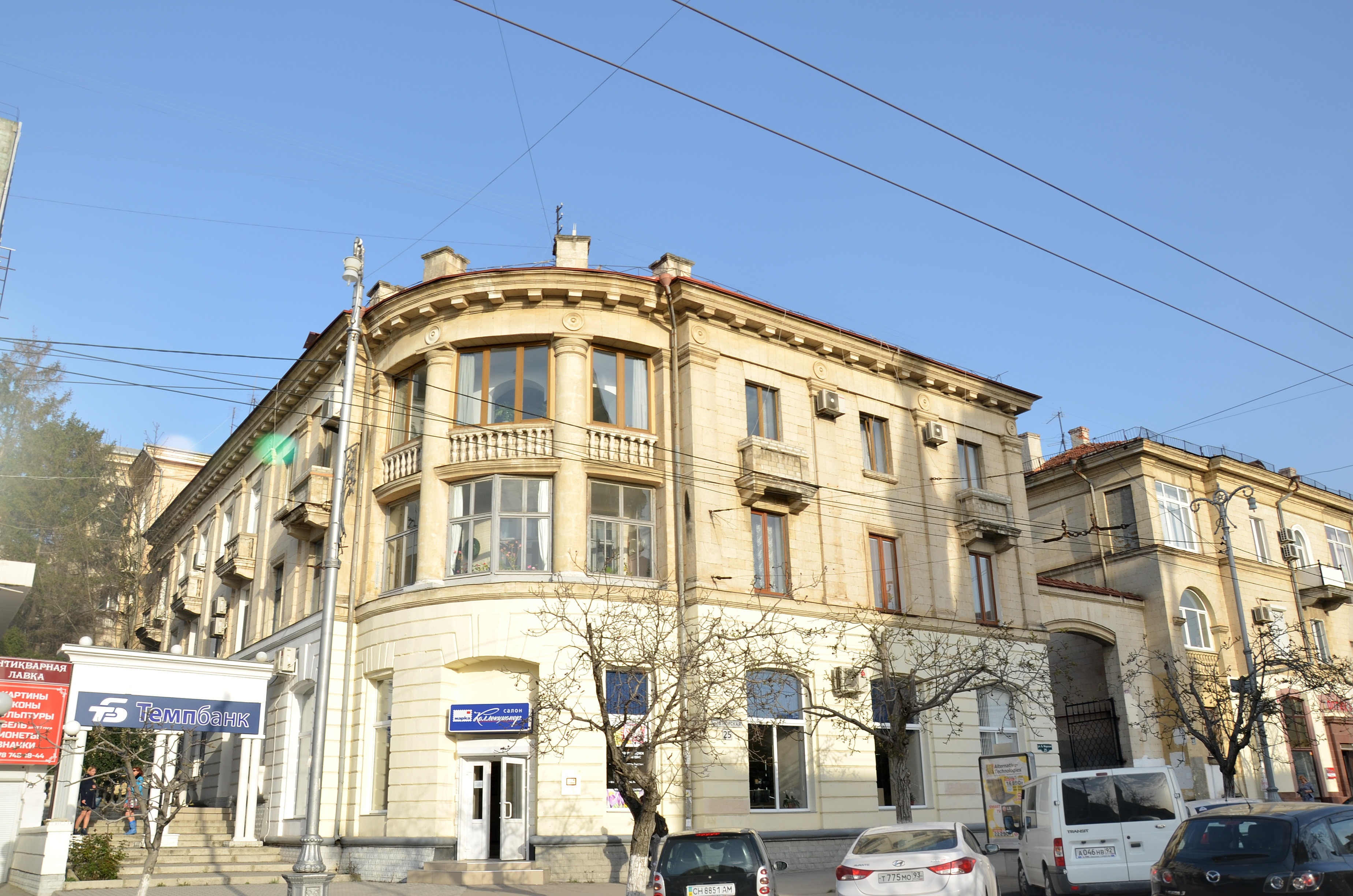
Жилой дом (Б.Морская, 25)
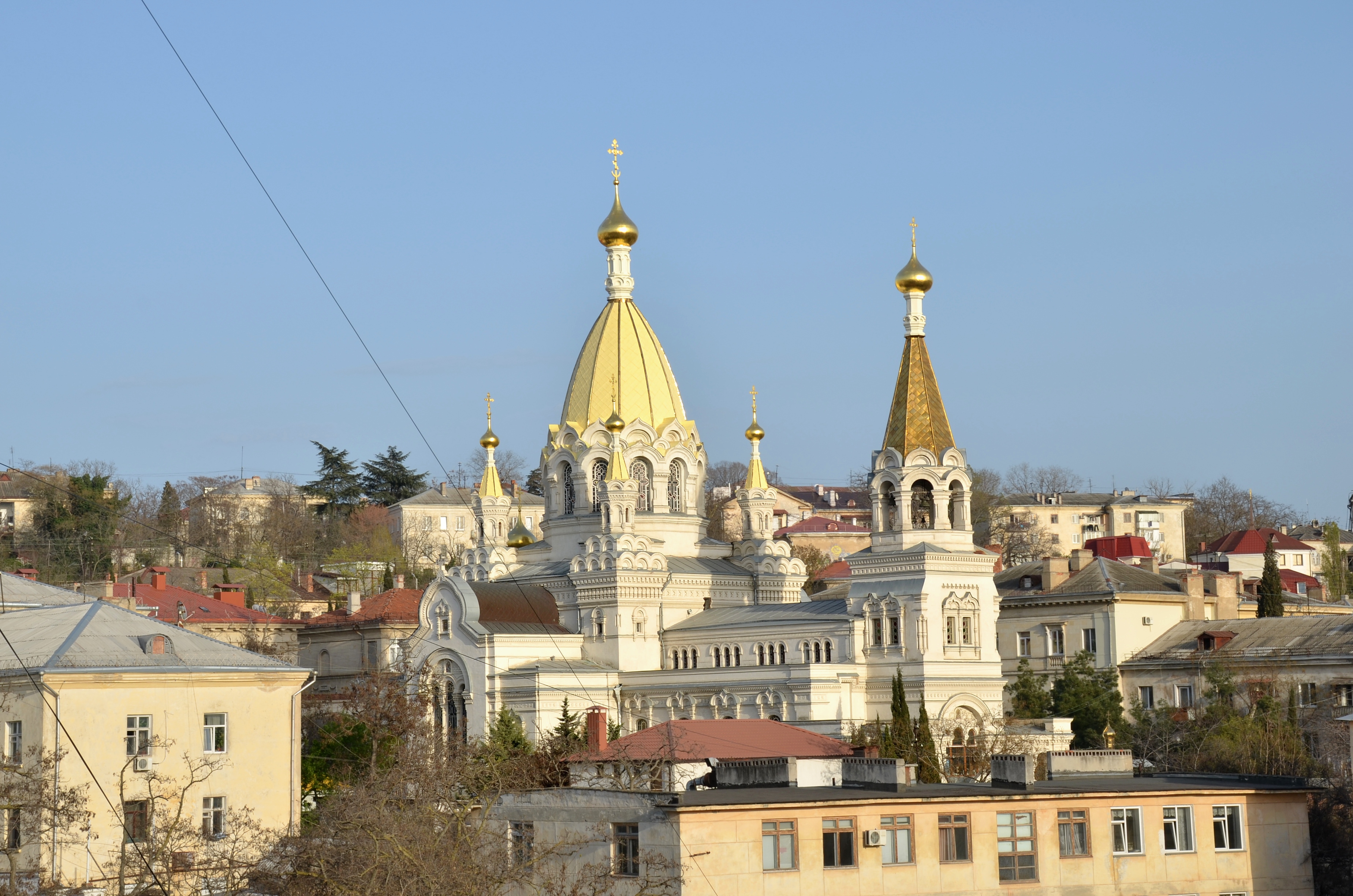
Покровский собор (Б.Морская, 36)
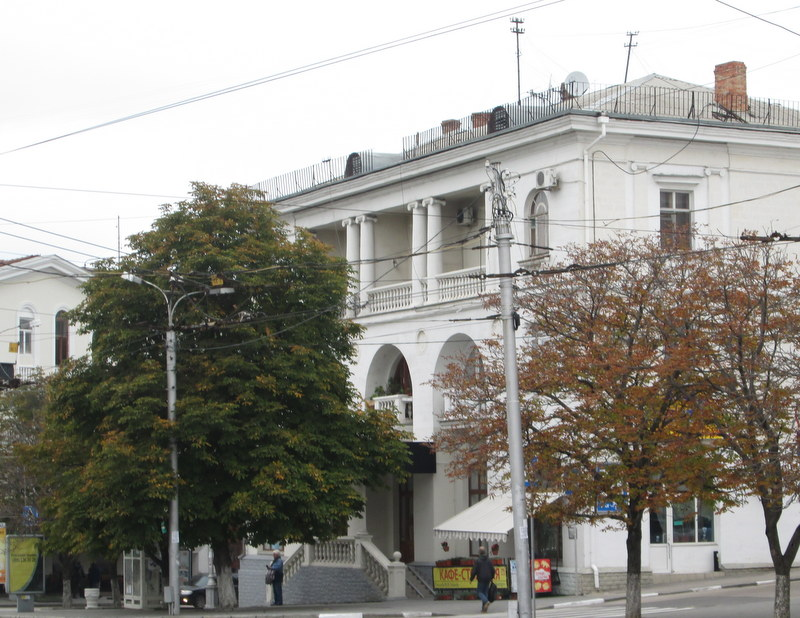
Жилой дом (Б.Морская, 43)
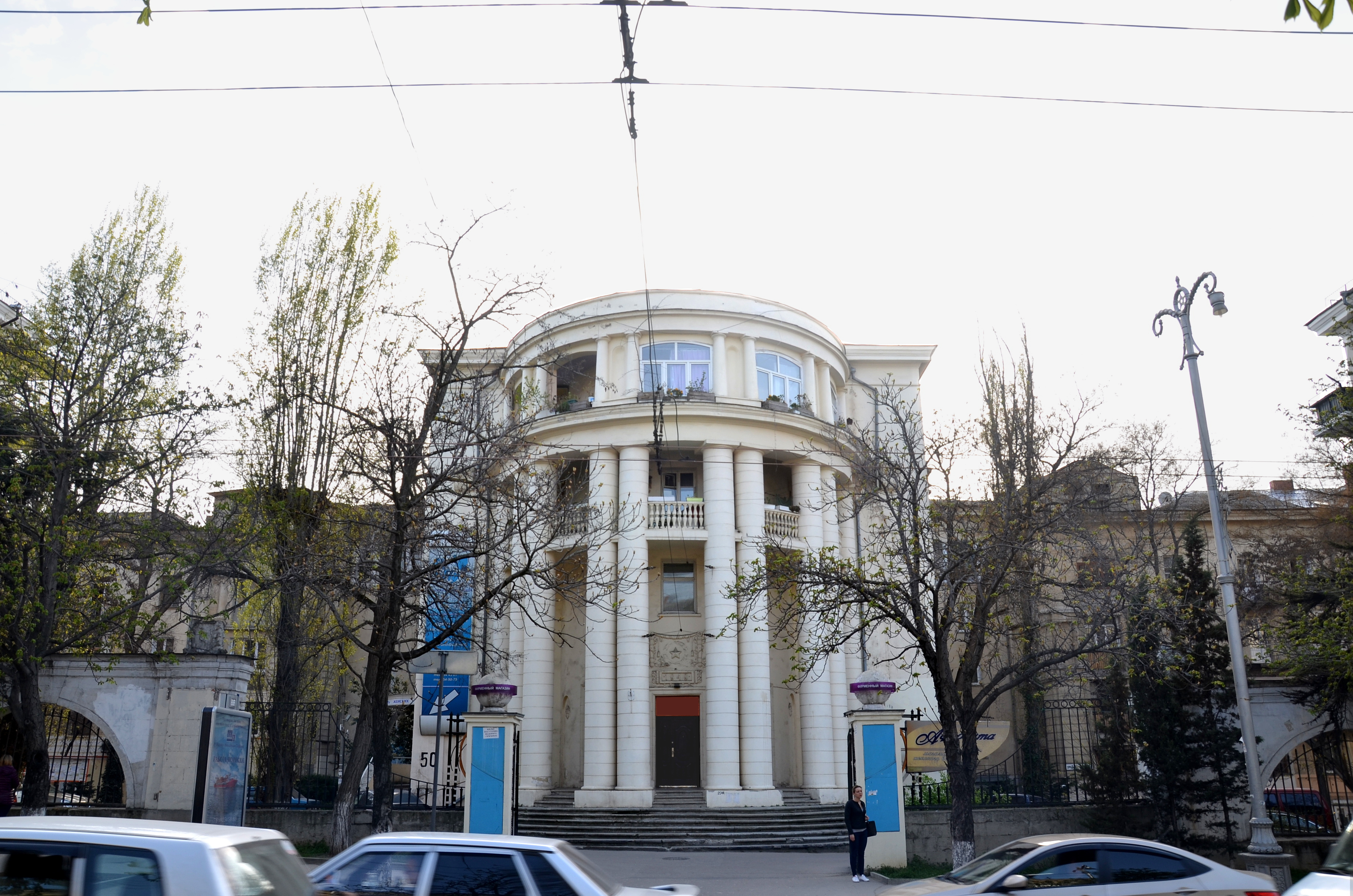
Жилой дом (Б.Морская, 50)
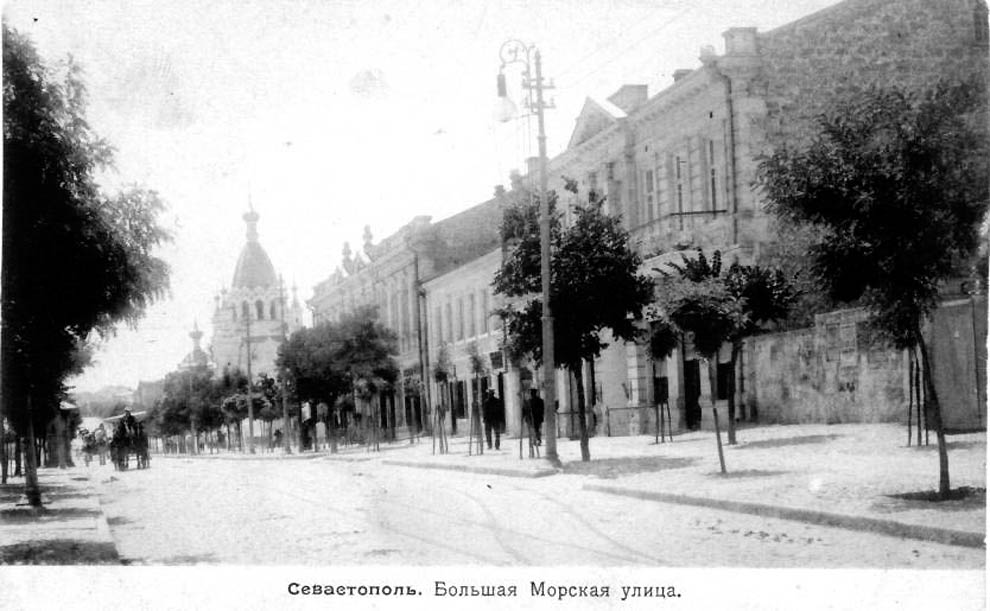
Улица Большая Морская в начале XX века